# Schirmmütze (Bundeswehr)

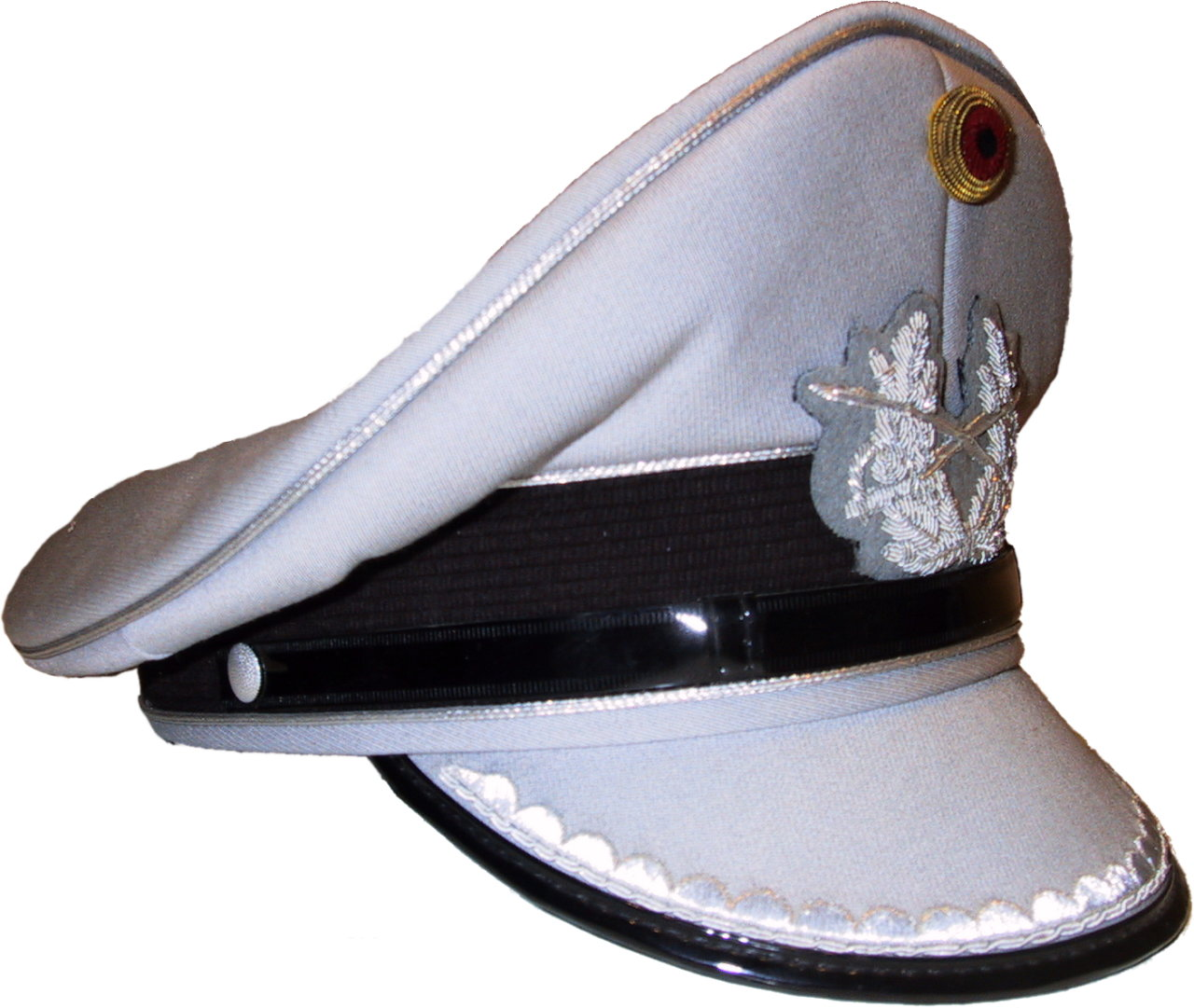
Schirmmütze für Heeresuniformträger der Dienstgradgruppen Leutnante, Hauptleute und für den Dienstgrad Oberfähnrich

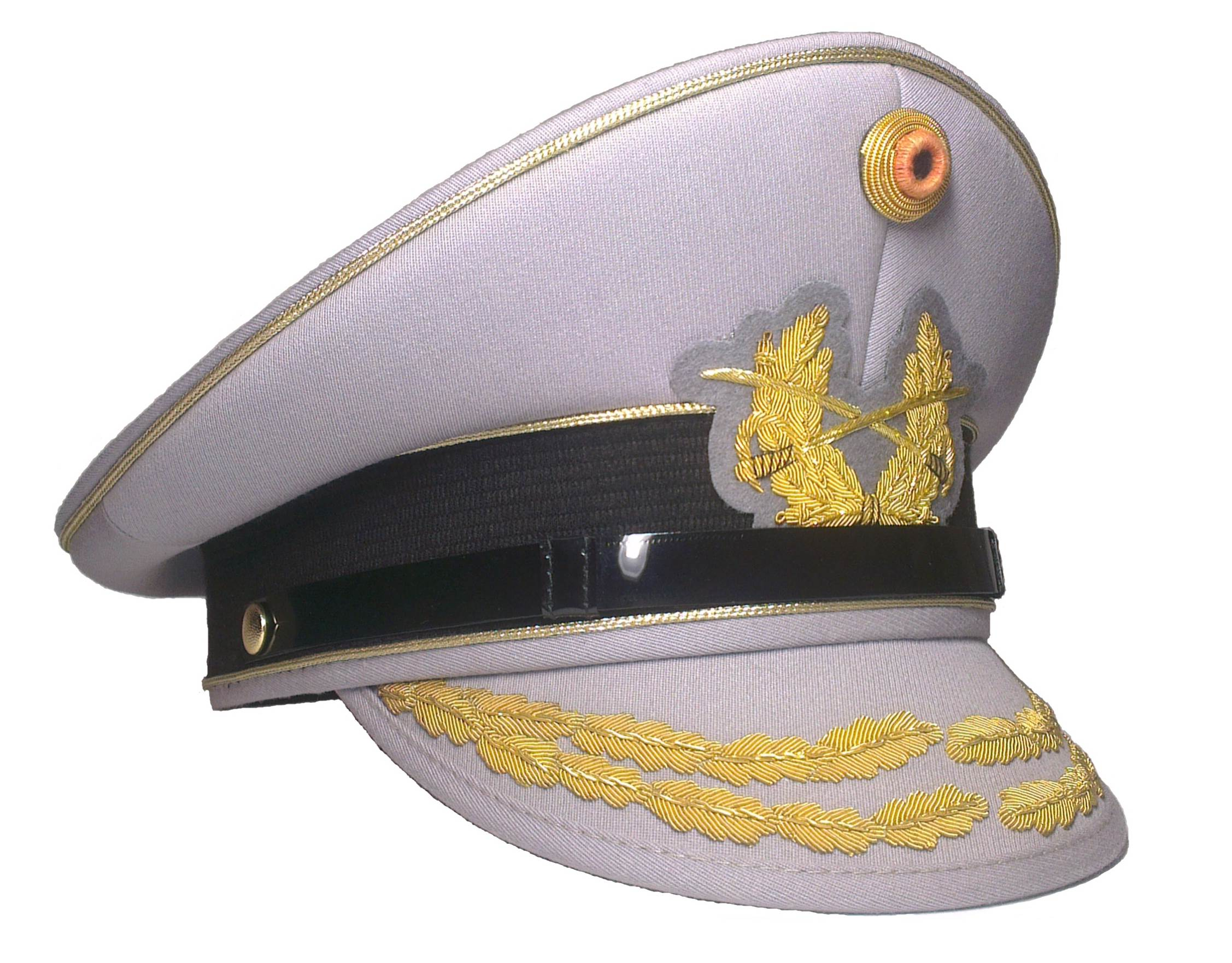
Schirmmützen für Heeresuniformträger der Dienstgradgruppe Generale

Die Schirmmütze (auch: Dienstmütze) ist eine der Kopfbedeckungen der Bundeswehr. Für viele Marineuniformträger ist die Schirmmütze die gewöhnliche Kopfbedeckung zum Dienstanzug. Seltener wird die Schirmmütze von Luftwaffen- und Heeresuniformträgern getragen, wo meist stattdessen Barett, Bergmütze oder Schiffchen vorgezogen werden. Die Schirmmütze wird überwiegend nur zum Dienst- und Gesellschaftsanzug getragen. Die Ausführung und die Schirmapplikationen erlauben meist die Zuordnung des Soldaten zu einer Teilstreitkraft oder Dienstgradgruppe.

## Rechtsgrundlagen
Die Schirmmütze ist Teil der Uniform der Bundeswehr und daher durch ihre Relevanz im Völkerrecht besonders reglementiert. Maßgebliche gesetzliche Grundlage für Trageweise und Gestaltung ist die Anordnung des Bundespräsidenten über die Dienstgradbezeichnungen und die Uniform der Soldaten, die auch einige konkrete Bestimmungen über die zu tragenden Schirmmützen enthält. Konkrete Bestimmungen zur Ausführung und den Tragebestimmungen regelt die Zentralvorschrift A2-2630/0-9804 „Anzugordnung für die Soldatinnen und Soldaten der Bundeswehr“. Diese Zentralvorschrift führt die zuvor in der ZDv 37/10 „Anzugordnung für die Soldaten der Bundeswehr“„“ enthaltenen Bestimmungen nur leicht verändert fort. Die detaillierte Ausführung beschreiben mehrere vom Bundesamt für Ausrüstung, Informationstechnik und Nutzung der Bundeswehr herausgegebenen Technische Lieferbedingungen.

## Tragebestimmungen

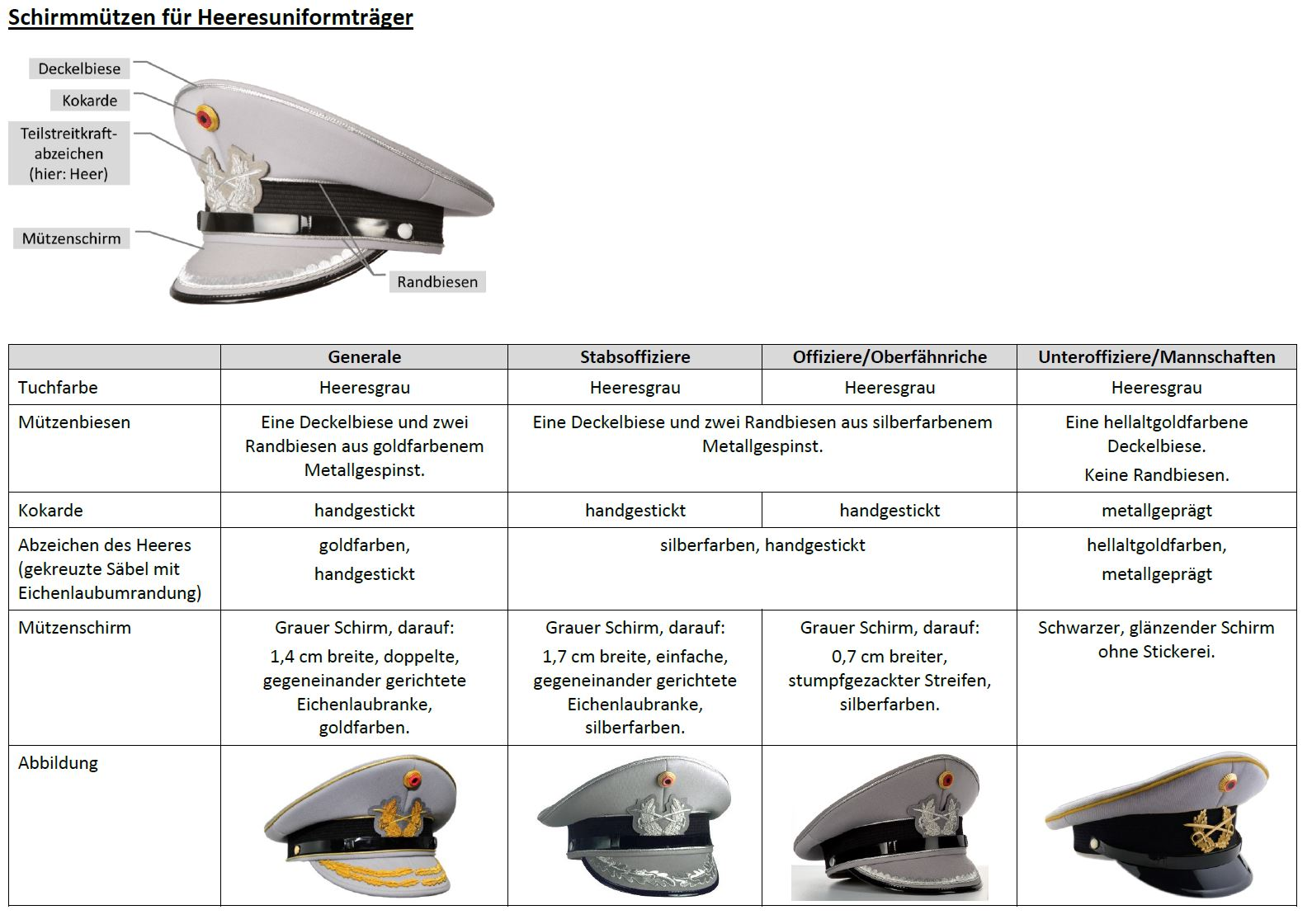
Heeresschirmmützen für alle Dienstgradgruppen Stand 2018

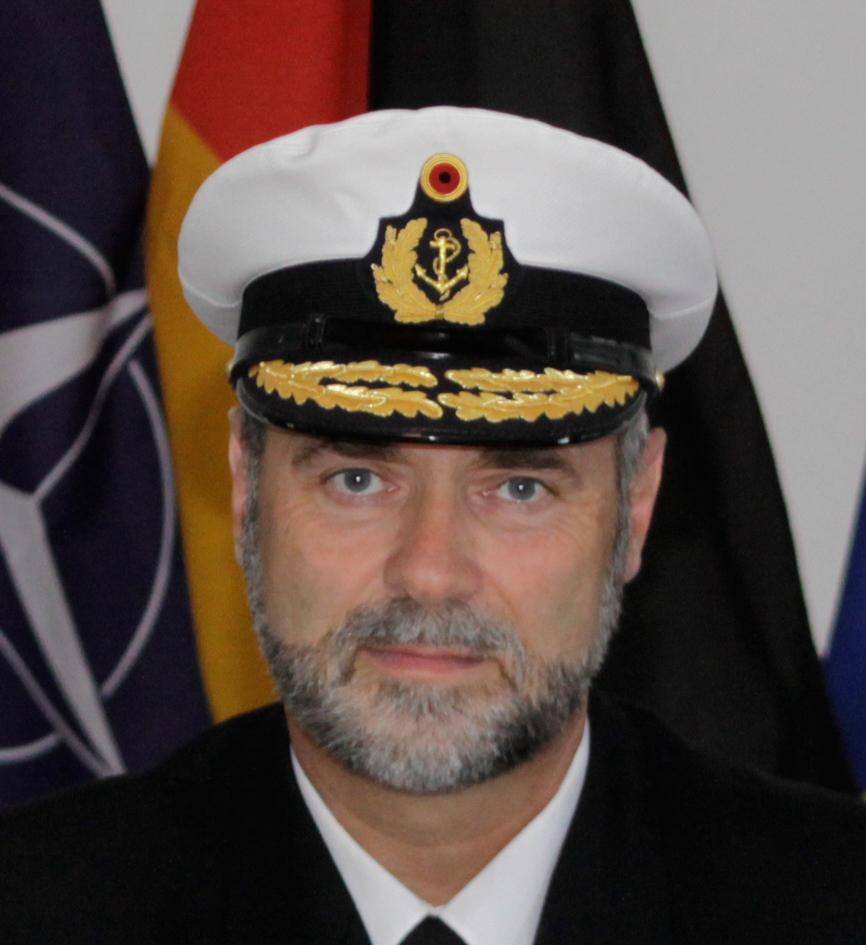
Flottillenadmiral Markus Krause-Traudes mit der Schirmmütze für Admirale

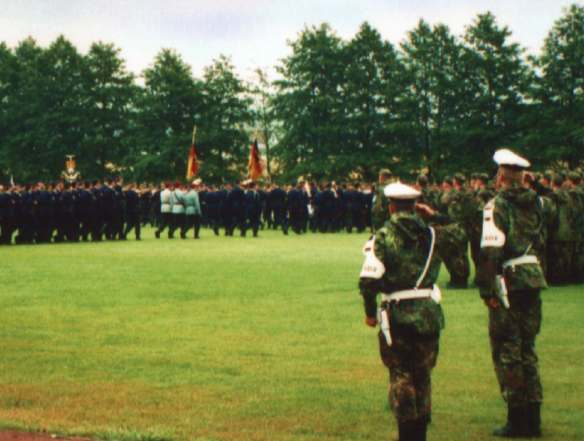
Feierliches Gelöbnis: im Vordergrund rechts Feldjäger im Feldanzug mit Weißzeug und weißbezogener Schirmmütze

Gemäß der Zentralrichtlinie A2-2630/0-0-5 „Anzugordnung für die Soldaten der Bundeswehr“ kann die Schirmmütze Kopfbedeckung zur Grundform und verschiedener Abwandlungen der Uniform der Bundeswehr sein. Soldaten tragen die Schirmmütze in folgender Kombination:
- Dienstanzug:
  - Marineuniformträger (nur Marineuniform tragende Mannschaften ab dem 30. Lebensjahr, Offiziere und Unteroffiziere)
    - zur Grundform und allen Kombinationen des dunkelblauen Dienstanzuges
    - zur Grundform und allen Kombinationen des sandfarbenen Sommeranzugs
    - zur Grundform und allen Kombinationen des  weißen Sommeranzugs

  - Luftwaffenuniformträger (nur Luftwaffenuniform tragende Offiziere und Unteroffiziere) (Schirmmützen müssen selber beschafft werden, da nicht Teil des Ausstattungssolls.[A 2])
    - zur Grundform, zur abgewandelten Grundform und allen Kombinationen des blauen Dienstanzuges, aber nicht in Verbindung mit dem blauen Pullover
    - zur abgewandelten Grundform des sandfarbenen Sommeranzuges, jedoch nicht in Verbindung mit dem blauen Pullover[A 3]

  - Heeresuniformträger
    - zur abgewandelten Grundform des grauen Dienstanzuges (Schirmmützen müssen selber beschafft werden, da nicht Teil des Ausstattungssolls.[A 2])
    - zur abgewandelten Grundform des grauen Dienstanzuges in Verbindung mit Weiß- oder Schwarzzeug und weißem Mützenbezug (nur Heeresuniformträger der Truppengattung Feldjägertruppe im Feldjägerdienst unabhängig vom Dienstgrad)
- zur ergänzten Grundform des Gesellschaftsanzugs
- zur abgewandelten Grundform des 5-Farb-Tarndruck-Feldanzugs (nur Heeresuniformträger der Truppengattung Feldjägertruppe im Feldjägerdienst unabhängig vom Dienstgrad in Verbindung mit Weiß- oder Schwarzzeug und weißem Mützenbezug)

## Gebrauch in der Praxis

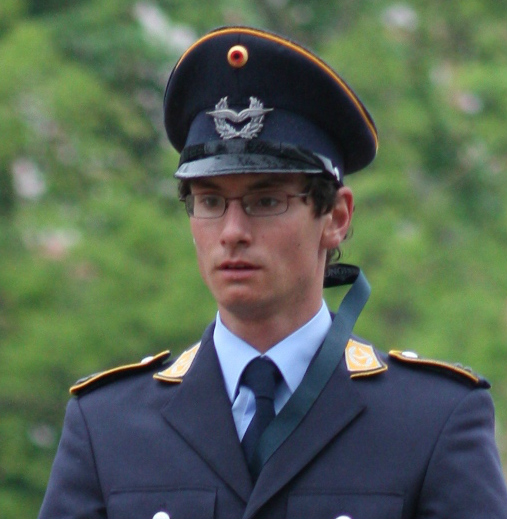
Mit Ausnahmegenehmigung trugen entgegen der ZDv 37/10 selten auch Mannschaften die Schirmmütze, hier Obergefreiter Benjamin Winter in einer abgewandelten Luftwaffenuniform mit vorschriftswidrigen silberfarbenem (statt hellaltgoldenem) Streitkräfteabzeichen

Die Schirmmütze ist nach Zentralrichtlinie A2-2630/0-0-5 (ausgenommen die Varianten für den Feldjägerdienst) ausdrücklich nicht Teil des Ausstattungssolls für Heeres- und Luftwaffenuniformträger. Zu den oben beschriebenen Anzugarten ist ihr Gebrauch dennoch ausdrücklich zugelassen, wenn nicht explizit durch Vorgesetzte anders befohlen. Heeres- und Luftwaffenuniformträger können die Schirmmütze in jeder denkbaren Anzugart durch andere Kopfbedeckungen ersetzen. Insgesamt ist die Schirmmütze im Heer daher sehr selten und wird meist durch Bergmütze oder Barett ersetzt. Selbst im Feldjägerdienst, wo die Schirmmütze mit weißem Bezug dienstlich ausgegeben werden kann und wo sie früher analog zur Kopfbedeckung der deutschen Polizeiuniformen beispielsweise bei Verkehrskontrollen oder im Ordnungsdienst häufig getragen wurde, ist die Schirmmütze mittlerweile eine selten gewordene Kopfbedeckung. Luftwaffenuniformträger ersetzen die selbst zu beschaffende Schirmmütze meist durch Schiffchen oder Barett.
Für Marineuniformträger ist die Schirmmütze dagegen eine weitverbreitete Kopfbedeckung und gehört bei Mannschaften ab dem 30. Lebensjahr, Unteroffizieren und Offizieren zum Ausstattungssoll. In der Regel tragen Kommandanten zum Bordgefechtsanzug nicht die Bordmütze, sondern die Schirmmütze.

## Ausführung

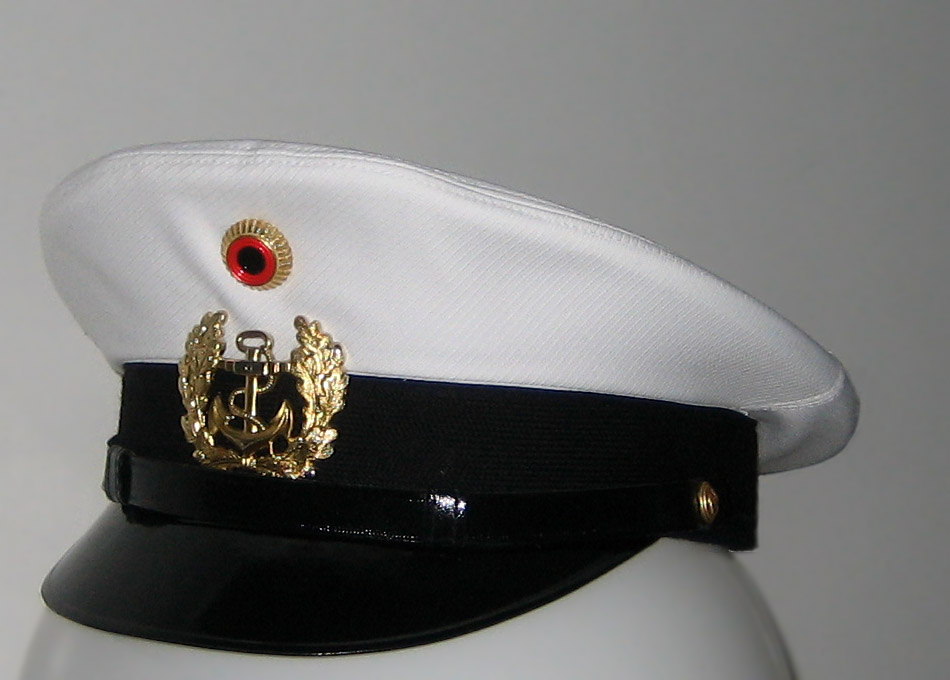
Ausführung für Unteroffiziere in Marineuniform (außer Oberfähnriche zur See)

### Allgemeines
Da die Schirmmütze für Heeresuniform- und Luftwaffenuniformträger in der Regel nicht mehr zum Ausstattungssoll zählt, ist ihr genaues Aussehen nicht mehr in aktuellen Technischen Lieferbedingungen normiert. Daher ist die Fertigung auf die Reproduktion der früher dienstlich ausgegebenen Schirmmützen sowie den Abbildungen in der Zentralvorschrift A2-2630/0-9804 abzustellen. Im Wesentlichen können die bis heute durch Technische Lieferbedingungen normierten Fertigungsbeschreibungen der Dienstmützen für Marineuniformträger (im Wesentlichen die TL 8405-0167 und TL 8405-0171) oder für Feldjäger (TL 8405-0180 und TL 8405-0181) zu Grunde gelegt werden. Auf Grund der angedeuteten lückenhaften Vorschriftenlage und fehlender Konstruktionsbeschreibungen sind die in der Truppe von Heeres- und Luftwaffenuniformträgern getragenen Ausführungen in verschiedensten Ausführungen anzutreffen. Nach Maßgabe der genannten Lieferbedingungen ist die Schirmmütze der Bundeswehr eine im Wesentlichen aus einem formprägenden Mützengestell mit halbrunden Schirm und einem daran mittels eines Bügels zu befestigenden Mützenbezug zu fertigen. Der Mützenbezug ist in dieser Variante zur Reinigung abnehmbar. Bei vielen hochwertigeren Modellen mit meist dunkleren und daher unempfindlicheren Oberstoffen gibt es aber auch fest miteinander verbundene Ausführungen.
Das in seiner Grundfarbe wie der Serge des Dienstanzuges (Hellgrau, Blaugrau, Blau für Heeres-, Luftwaffen- bzw. Marineuniformträger) ausgeführte Mützengestell ist umlaufend von einem 4 cm breiten Randband umgeben (abgesetzt in anthrazit für die Heeresuniformträger oder im selben Farbton wie die Grundfarbe des Mützengestells für Luftwaffen- und Marineuniformträger), das oben und unten durch Randbiesen (zu deren Ausführung siehe unten) begrenzt wird. Am unteren Rand des Randbandes und auf dem Mützenschirm liegt ein Sturmriemen aus schwarzem Lackleder mit 2 Schiebern (Breite 14 mm) auf, der nur noch der Zierde dient. Der Kinnriemen wird beidseitig durch Metallknöpfe (goldfarben für Marineuniformträger und Generale, sonst silberfarben) am Mützengestell gehalten. Die vorne mittig am Mützengestell angebrachte Stütze, die vom Bezug überdeckt wird, verleiht der Schirmmütze ihre charakteristische Spitzform und schafft die Fläche, auf der die Kokarde (siehe unten) und das Streitkräfteabzeichen (siehe unten) am Mützenbezug fixiert werden. Das Streitkräfteabzeichen liegt an der unteren Randbiese an, wird unten teils durch den Riemen verdeckt und reicht oben deutlich über das Randband hinaus und berührt fast die Kokarde. Die auf ein Trägermaterial in der Farbe des Grundstoffs der Mütze gestickten Streitkräfteabzeichen werden unten fest auf das Randband aufgenäht, während der über das Randband reichende obere Teil mit dem Mützenbezug entweder nicht oder leicht lösbar verbunden wird, wenn ein Austausch des Mützenbezugs vorgesehen ist. Vorne unterhalb des Randbandes ist der Schirm angebracht (siehe unten). Die Naht zwischen Seitenteilen und Boden des Bezuges ist für Unteroffiziere in Luftwaffenuniform, sowie für Offiziere und Oberfähnriche in Heeres- und Luftwaffenuniform mit einer farblich abgesetzten Biese verziert (siehe unten). Der Mützenbezug ist für Luftwaffen- und Heeresuniformträger (außer der Version für den Feldjägerdienst) jeweils in der Grundfarbe des Mützengestells (grau, blaugrau) ausgeführt. Die Bezüge für Marineuniformträger und Feldjäger für den Feldjägerdienst sind weiß.

### Schirm
An der Vorderseite, unterhalb des Randbandes ist der halbrunde Schirm (Breite maximal 55 mm) angebracht.
Für Mannschaften und Unteroffiziere (außer für Oberfähnriche) ist der Schirm ein glatter schwarzer Lackschirm mit grauer Unterseite. Diese Variante des Schirms ist unbestickt.
Die Oberseite der Schirme für Offiziere und Oberfähnriche sind im selben Serge wie die übrige Mütze ausgeführt (Hellgrau, Blaugrau oder Blau für Heeres- bzw. Luftwaffen- bzw. Marineuniformträger) und entsprechend der Dienstgradgruppe und Uniformträgerbereich des Trägers bestickt (siehe unten). Die vordere Kante des Schirms für Offiziere (außer Generale) und Oberfähnriche ist in schwarzem Lackplastikmaterial (Breite: 6 mm) gefasst. Die Unterseite der Schirme für alle Offiziere (außer Generale) und Oberfähnriche ist in Rindleder ausgeführt; bei Generalen gleicht der Bezug der Unterseite der Oberseite.

#### Schirmstickereien
Während Mannschaften und Unteroffiziere den Mützenschirm unbestickt wie oben beschrieben tragen, ist der Mützenschirm der Oberfähnriche (zur See) und der Offiziere abhängig von Dienstgrad bzw. Dienstgradgruppe mit verschiedenartigen Handstickereien in Form einer Eichenlaubstickerei bzw. einer halbmondförmigen Stickerei verziert. Die Stickerei verläuft am Schirmrand und ist aus Metallgespinst gefertigt. Für Generale und Marineuniformträger ist die Stickerei stets goldfarben, für alle sonstigen Heeres- und Luftwaffenuniformträger silberfarben. Die Silberfarbe wird durch ein Spinnplätt mit Aluminiumdrahtanteil bewirkt. Die goldfarbenen Stickfäden erhalten ihre Farbe teils durch eine Echtgold- und Echtsilberauflage, zum Teil auch durch eine gelblackierte Silberauflage.
Bei Generalen ist die Stickerei in Form einer 1,4 cm breiten, doppelten, gegeneinander gerichteten Eichenlaubranke ausgeführt; für Admirale beträgt die Breite 1,7 cm ist aber ansonsten identisch. Für Stabsoffiziere ist die Stickerei in Form einer 1,7 cm breiten, einfachen, gegeneinander gerichteten Eichenlaubranke ausgeführt. Die Ausführung für alle anderen Offiziere (Leutnante und Hauptleute) sowie für Oberfähnriche (zur See) ist 0,7 cm breit und zeigt einen stumpfgezackten Streifen in Form einer Kette aus 24 halbmondförmigen und an den Enden lang uns spitz auslaufenden Gliedern mit vorgelegter Kantillenstickerei. Da die Bestickung des Mützenschirms für Marineoffiziere nach Form und Farbe Assoziationen mit dem Rand eines bekannten Butterkeks hervorrufen kann, wird diese Stickerei scherzhaft auch als „Keksrand“ bezeichnet.

### Mützenbiesen
Für Heeres- und Luftwaffenuniformträger sind die Nähte der Teile der Schirmmütze teils durch Biesen verziert. Die Deckelbiese verläuft in der Naht zwischen Deckel und Seitenteilen des Mützenbezuges um die gesamte Schirmmütze herum. Die Randbiese bildet den oberen und unteren Rand des umlaufenden Randbandes. Generale tragen eine Deckelbiese und zwei Randbiesen aus goldfarbenem Metallgespinst; alle anderen Offiziere und Oberfähnriche tragen ebensolche Randbiesen aus silberfarbenen Metallgespinst. Alle anderen Unteroffiziere und Mannschaften in Luftwaffenuniform tragen eine goldgelbe Deckelbiese; alle anderen Unteroffiziere und Mannschaften in Heeresuniform tragen eine hellaltgoldene Deckelbiese. Goldgelb wird für Luftwaffenuniformträger im Sinne einer Waffenfarbe verwendet.

### Mützenabzeichen

#### Kokarde

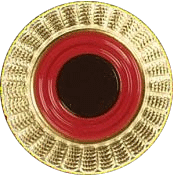
Metallgeprägte Kokarde für Unteroffiziere (außer Oberfähnriche) und Mannschaften

Vorne, 3 cm unter dem oberen Rand der Schirmmütze wird (ggf. auf der Naht der Seitenteile) die Kokarde (Durchmesser 2,1 cm) in den Farben schwarz-rot-gold (von innen nach außen) angebracht. Für Offiziere und Oberfähnriche (zur See) ist die Kokarde handgestickt. Die Ausführung für andere Unteroffiziere und Mannschaften ist metallgeprägt. Unteroffiziere und Mannschaften dürfen aber handgestickte Kokarden tragen, wenn sie diese selbst beschaffen.

#### Streitkräfteabzeichen
Über der Mitte des Mützenschirms, unterhalb der Kokarde und unmittelbar über der untersten Randbiese wird auf dem Randband der Schirmmütze ein je nach Uniformträgerbereich verschiedenartiges Abzeichen angebracht, das sich in der Ausführung je nach Dienstgrad des Trägers teils unterscheidet. Die Bezeichnung lautet „Abzeichen, Dienstmütze“ oder „Streitkräfteabzeichen“.

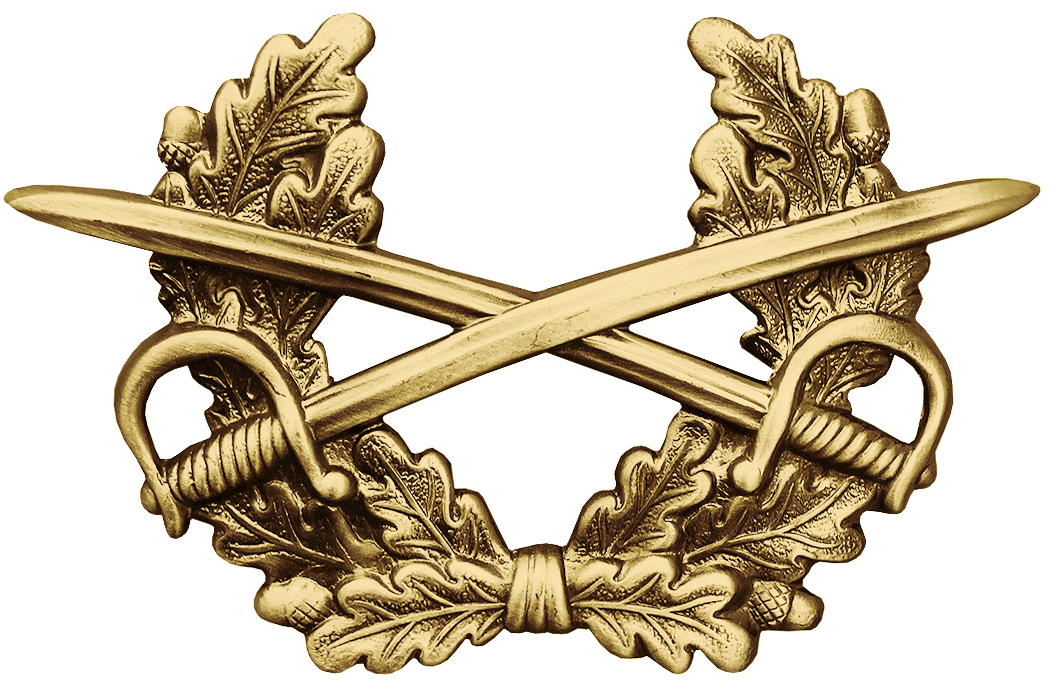
Streitkräfteabzeichen für Heeresuniformträger der Dienstgradgruppen Unteroffiziere (außer Oberfähnriche) und Mannschaften
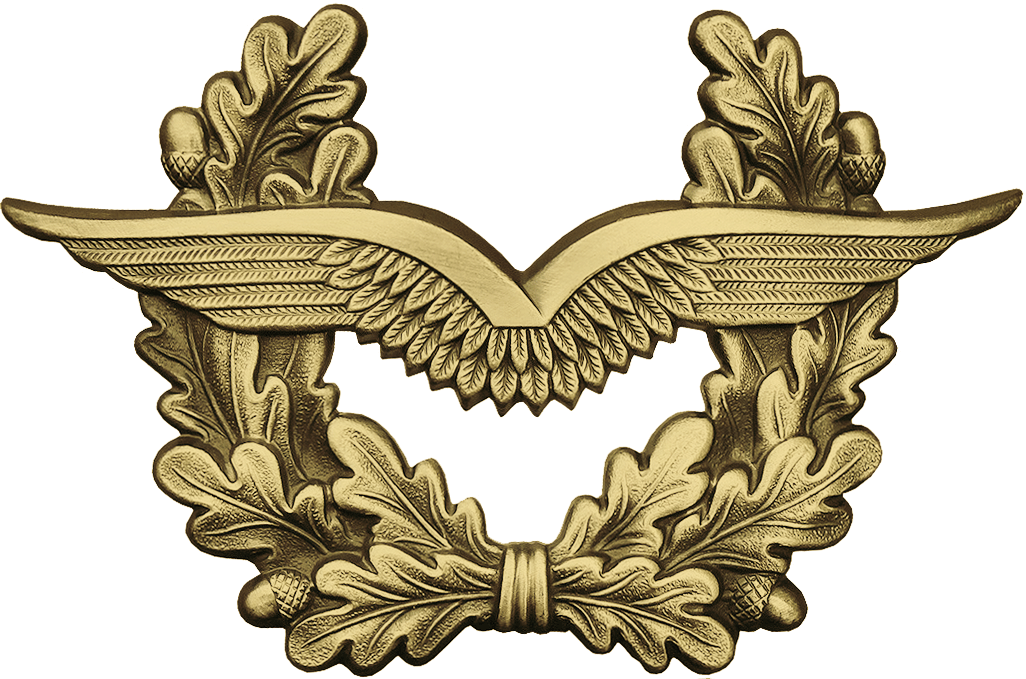
Streitkräfteabzeichen für Luftwaffenuniformträger der Dienstgradgruppen Unteroffiziere (außer Oberfähnriche) und Mannschaften
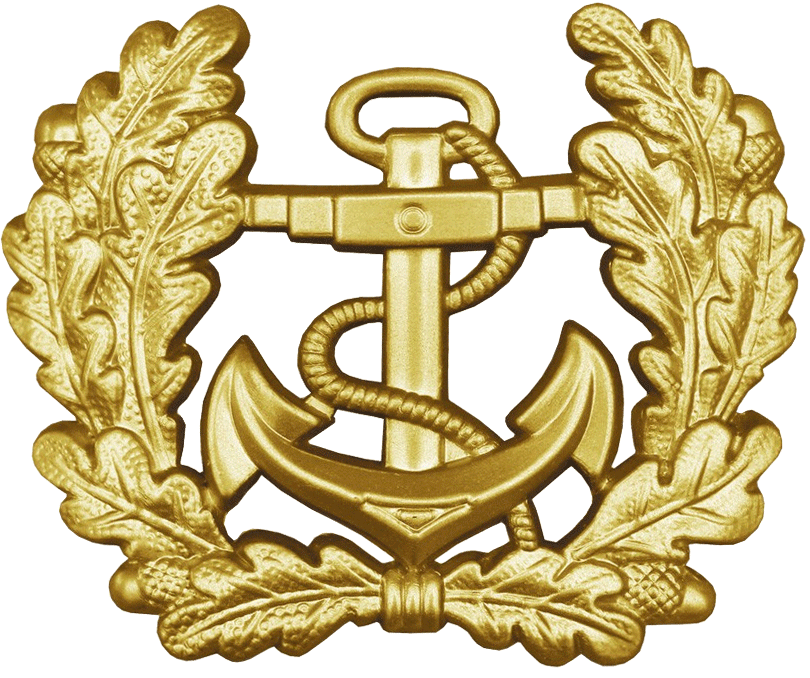
Streitkräfteabzeichen für Marineuniformträger der Dienstgradgruppen Unteroffiziere (außer Oberfähnriche) und Mannschaften

Das Abzeichen für Heeresuniformträger (ca. 75 × 45 mm) stellt zwei gekreuzte, nach oben zeigende Säbel mit Eichenlaubumrandung dar. Für Luftwaffenuniformträger ist eine Doppelschwinge mit Eichenlaubumrandung abgebildet; die Maße betragen ca. 75 × 45 mm. Für Heeres- und Luftwaffenuniformträger sind die Abzeichen für Generale goldfarben und handgestickt mittels Metallgespinst ausgeführt. Alle anderen Offiziere und Oberfähnriche (zur See) in Heeres- oder Luftwaffenuniform tragen handgestickte silberfarbenen Abzeichen aus Metallgespinst. Unteroffiziere (außer Oberfähnriche) und Mannschaften in Heeres- oder Luftwaffenuniform tragen die Abzeichen als hellaltgoldfarbene Metallprägung.
Das Abzeichen für Marineuniformträger (ca. 55 × 45 mm) zeigt einen goldfarbenen unklaren Anker (ein Anker mit am Schäkel befestigten Tau) mit Eichenlaubumrandung. Für Offiziere und Oberfähnriche zur See ist das Abzeichen handgestickt, für alle sonstigen Marineuniformträger metallgeprägt; Unteroffiziere dürfen aber selbstbeschaffte, handgestickte Abzeichen anbringen.
Die silberne Farbgebung der Stickfäden wird durch Aluminiumdrahtanteile erreicht; bei den goldfarbenen Fäden handelt es sich um ein Metallgespinst mit einem Anteil aus Silberdraht, der mit Echtgold belegt wird.

## Geschichte

### Vorläufer in früheren deutschen Streitkräften

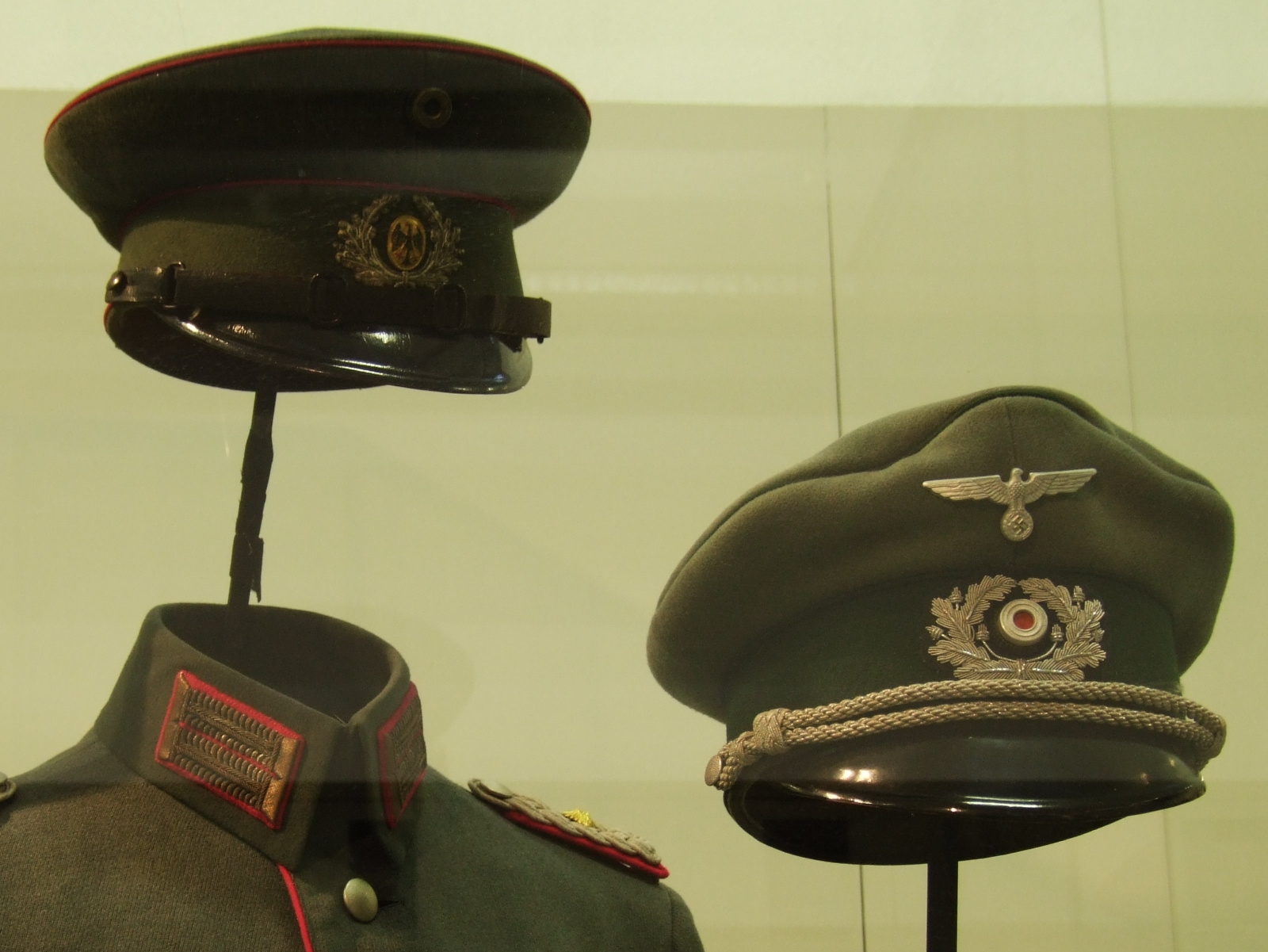
Schirmmützen der Reichswehr (links) und der Wehrmacht

Vorbild der heutigen Schirmmütze in deutschen Streitkräften waren die ab 1934 in der Wehrmacht ausgegebenen Schirmmützen, die ihrerseits bereits Vorläufer in der Dienstmütze der Reichswehr hatte.

### Bundeswehr

#### Übersicht

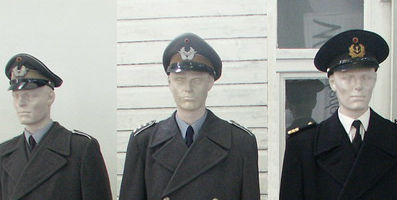
Älteren Versionen der Schirmmützen für Heer, Luftwaffe und Marine vor 1959: unbestickte Schirme, dunkler Bezug für die Marineausführung

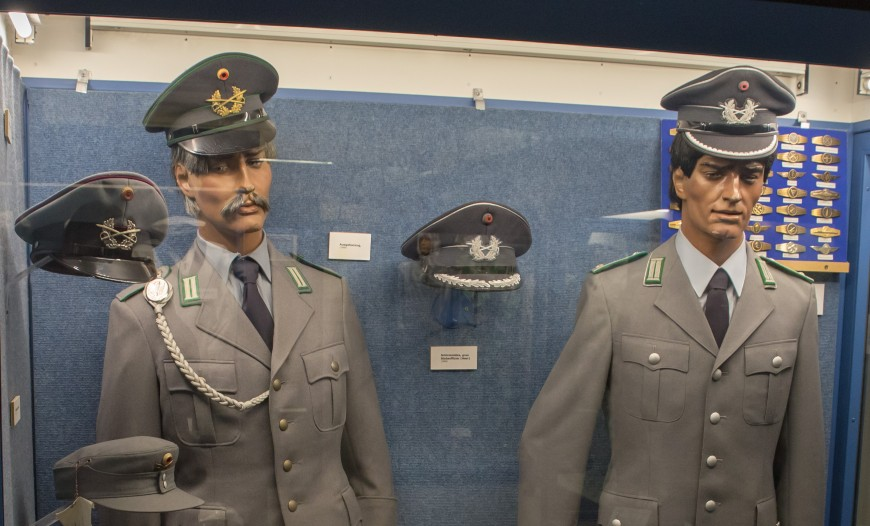
Frühere Version der Schirmmützen. Man beachte die Biese in Waffenfarben links (grün: Infanterie, bordeauxrot: ABC-Abwehrtruppe).

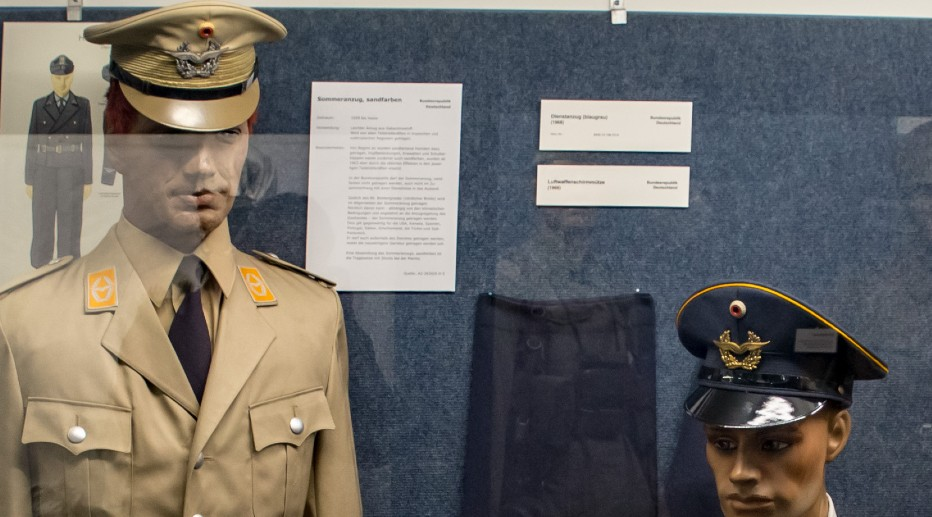
Frühere Ausführungen für Luftwaffenuniformträger. Die sandfarbene Schirmmütze links für den Sommerdienstanzug war selten und ist heute nicht mehr zulässig.

Bereits zu den ersten Uniformen der Bundeswehr wurde für Offiziere die Schirmmütze ausgegeben. Insbesondere Farbe und Stoffe wurden im Laufe der Zeit meist einhergehend mit Änderungen der Dienstanzüge mehrfach angepasst. Die Grundfarbe war beispielsweise bis etwa Ende der 1960er Jahre für Heeresuniformträger deutlich dunkler als der seit den 70er Jahren getragene fast hellgraue Serge, der der Farbe der heutigen Jacke des Dienstanzugs entspricht. Das Randband für die Heeres- und Luftwaffenversion changierte zunächst zwischen leicht silbergrau bis kupferfarben. Der Bezug der Marineschirmmütze war bei schlechter Witterung noch blau – nur im Sommer wurde der weiße Bezug aufgezogen. Die aufwendigen Schirmstickereien wurden teils erst mit späteren Änderungen eingeführt – anfangs waren die Schirme meist unbestickt (vgl. unten). Insgesamt ähnelte aber bereits das erste Modell der heutigen Schirmmütze. Ab etwa 1963 waren Deckelbiese und die beiden Randbiesen (außer für Offiziere und Oberfähnriche) im Heer und Luftwaffe in Waffenfarbe ausgeführt, was im Rückblick ungewöhnlich bunt erscheint; ab 1975 wurden die waffenfarbigen Paspeln (langsam) ausgesteuert. Auch die früher zum sandfarbenen Sommerdienstanzug für Luftwaffenuniformträger getragene Variante in passendem Serge ist aus der Bundeswehr verschwunden.
Als am 27. April 1971 der Führungsstab des Heeres nach Genehmigung durch den Bundespräsidenten für einige Truppengattungen die Einführung der ersten Barette heutiger Form veranlasste, wurde beginnend im Heer und verzögert auch in der Luftwaffe die Schirmmütze langsam verdrängt, wo sie seit etwa Mitte der 2010er Jahre nicht mehr zum Ausstattungssoll zählt. Für Heeresuniformträger ist die Schirmmütze mittlerweile sehr selten. Ihr Gebrauch ist weiter zulässig, entspricht aber nicht mehr der herrschenden Mode.
Mit Einführung der Zentralrichtlinie dürfen seit Mitte der 2010er Jahre auch Frauen zum Gesellschaftsanzug Schirmmützen tragen.

#### Geschichte der Schirmstickereien
Zunächst waren nur die Mützenschirme der Offiziere der Dienstgradgruppe der Generale bestickt. Die Stickerei war ähnlich wie heute in Form einer doppelten goldfarbenen Eichenlaubranke ausgeführt. Ab 1959 trugen alle Offiziere der Marine goldfarbene Schirmstickereien. Seit Mitte 1962 erhielten auch bei Heer und Luftwaffe die Offiziere unterhalb der Generalsebene Mützenschirmstickereien. Diese ähnelten dem Marinemuster, waren jedoch nur bei Generalen goldfarben, bei allen übrigen Offizieren silberfarben.
Die Mitte 1966 neu eingeführten Dienstgrade Oberfähnrich und Oberfähnrich zur See erhielten die Mützenschirmstickerei der Hauptleute bzw. Kapitänleutnante und der Leutnante.

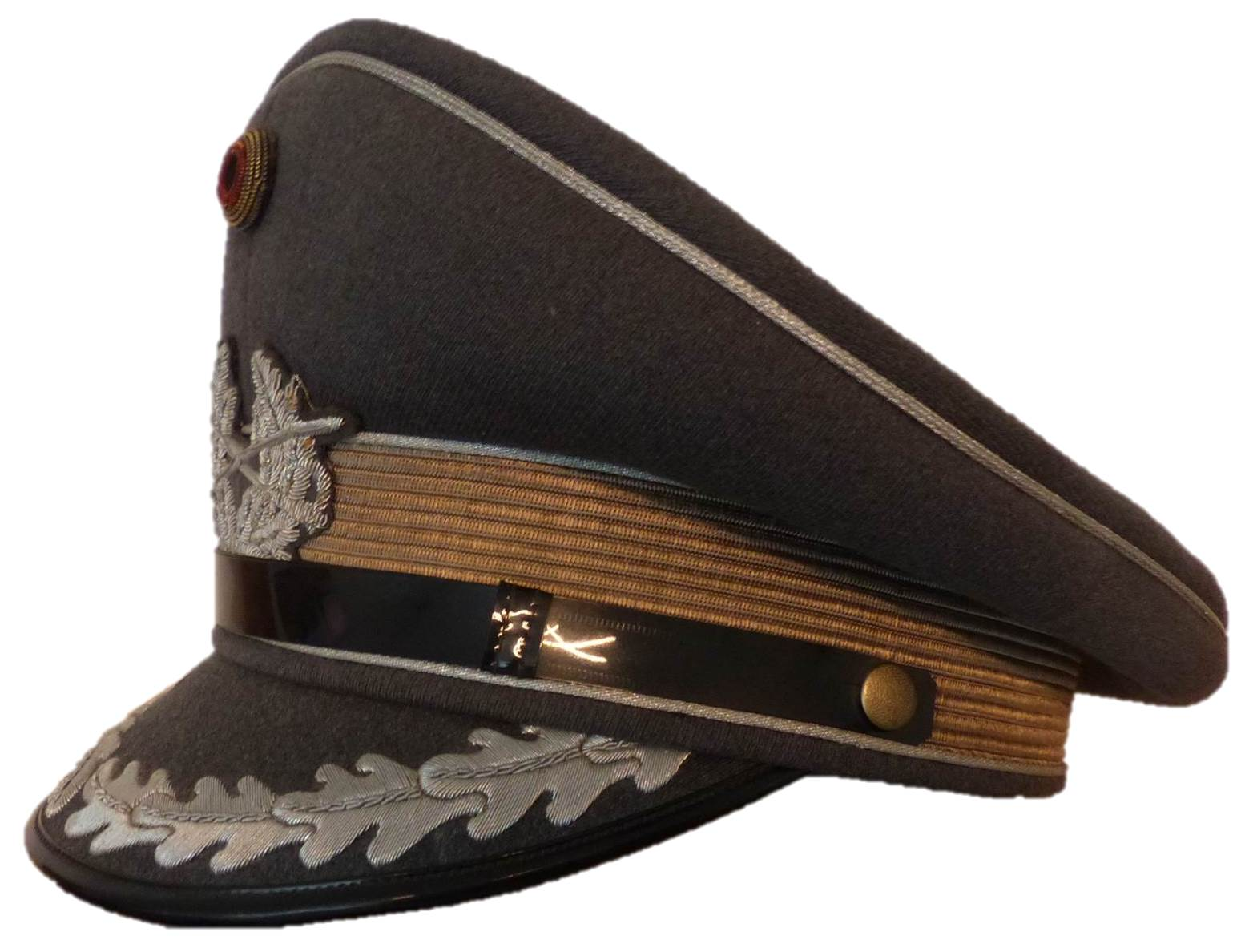
Schirmmütze eines Stabsoffiziers des Heeres um 1958 mit kupferfarbenen Randband. Die Schirmstickereien wurde vermutlich erst im Vorgriff oder mit der Uniformänderung 1962 ergänzt;[15][20] anfangs waren die Schirme noch unbestickt
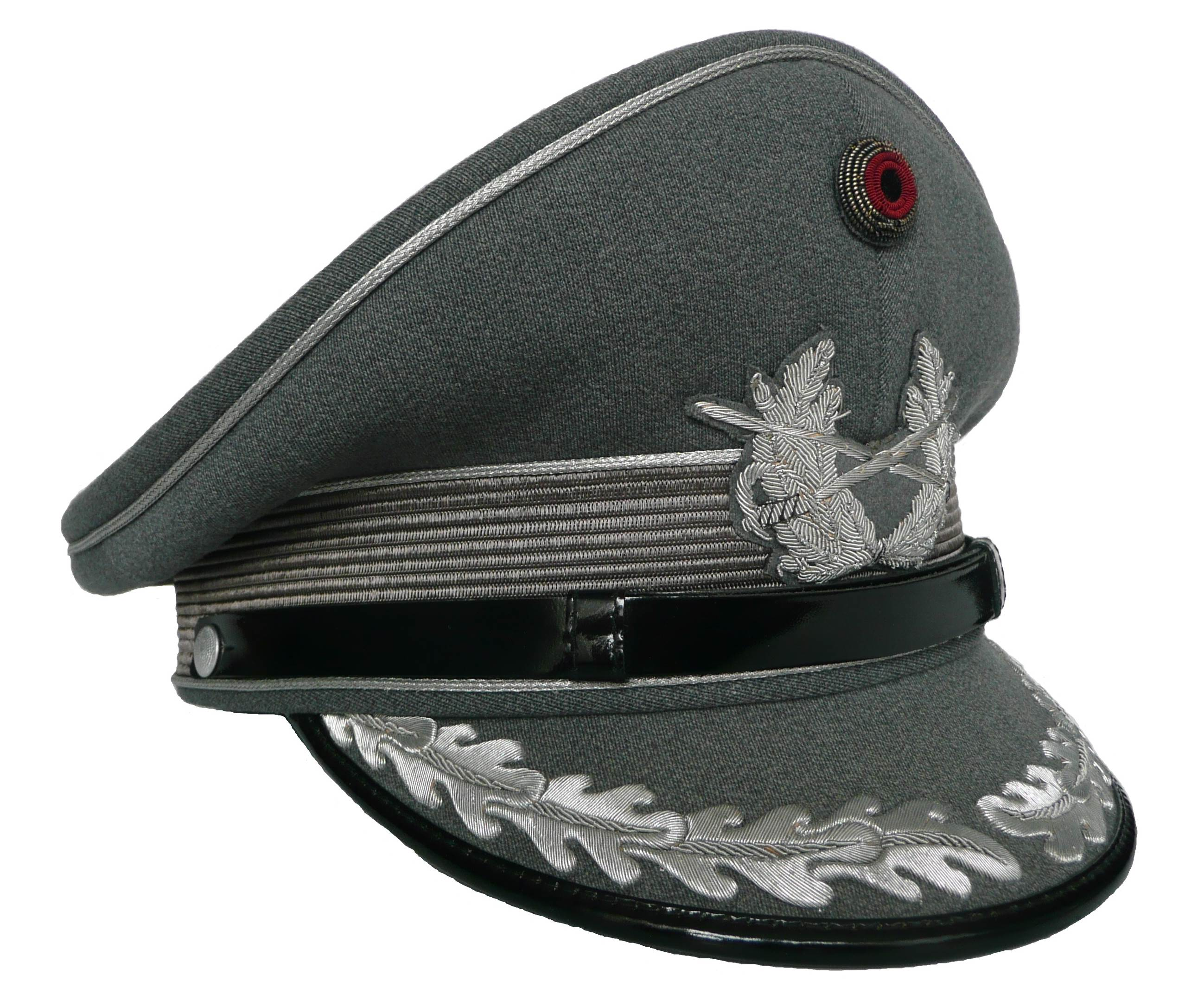
Schirmmütze eines Stabsoffiziers des Heeres ab ca. August 1962[20] mit silbergrauem Randband
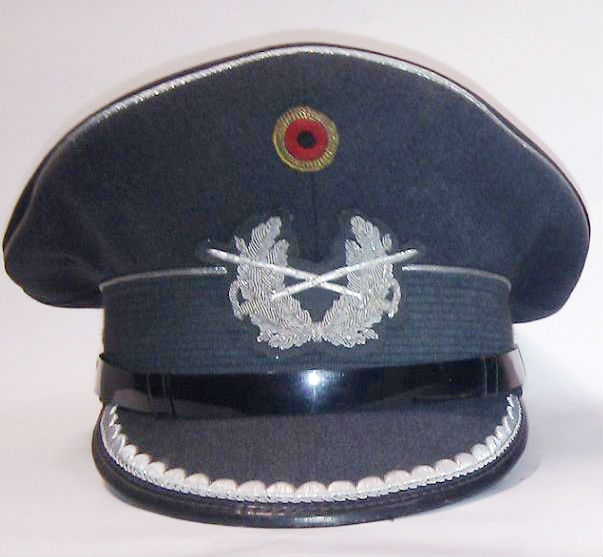
Vorgänger des aktuellen Modells in dunklem Serge und farblich kaum abgesetzten Randband